# Microgaster gracilis
Microgaster gracilis är en stekelart som beskrevs av Inanc 1992. Microgaster gracilis ingår i släktet Microgaster och familjen bracksteklar. Inga underarter finns listade i Catalogue of Life.